# Georgetown Hoyas
Georgetown Hoyas – nazwa drużyn sportowych Georgetown University w Waszyngtonie, biorących udział w akademickich rozgrywkach w Big East Conference oraz Patriot League (futbol amerykański, wioślarstwo kobiet), organizowanych przez National Collegiate Athletic Association. 

## Sekcje sportowe uczelni
| Mężczyźni - baseball - futbol amerykański - golf - koszykówka (1): 1984 - lacrosse - lekkoatletyka - piłka nożna - pływanie - tenis - wioślarstwo - żeglarstwo | Kobiety - bieg przełajowy (1) - golf - hokej na trawie - koszykówka - lekkoatletyka - piłka nożna - siatkówka - pływanie - softball - tenis - wioślarstwo - żeglarstwo |

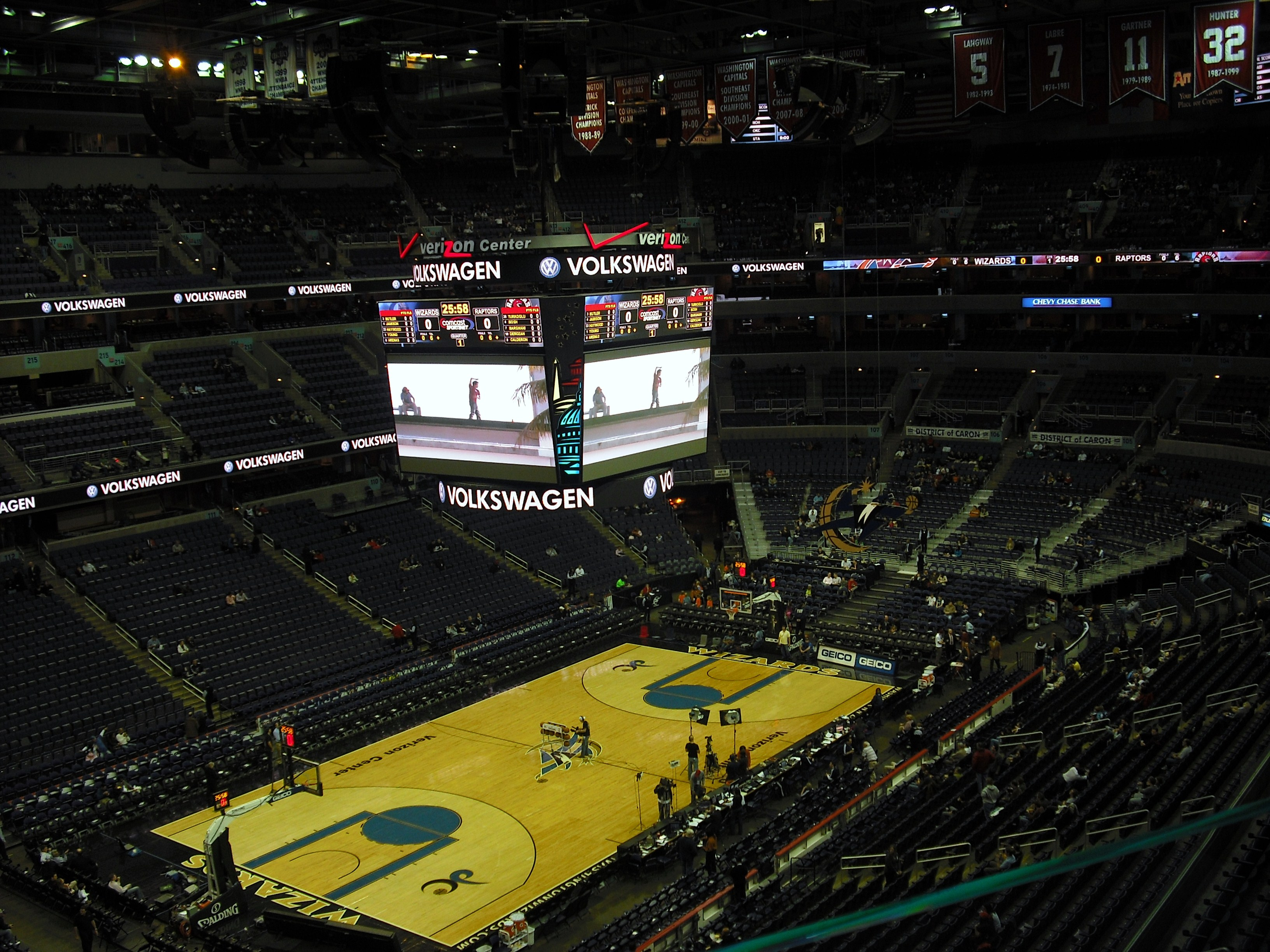
Verizon Center.

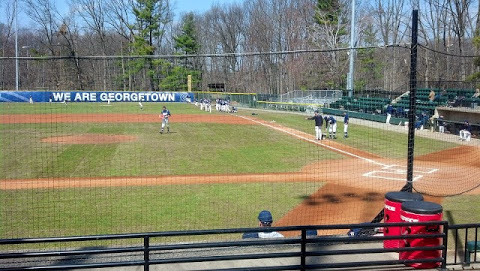
Shirley Povich Field.

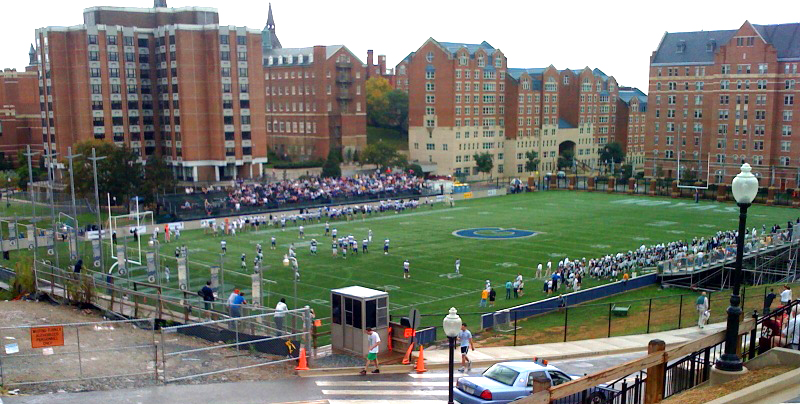
Cooper Field.

W nawiasie podano liczbę tytułów mistrzowskich NCAA (stan na 1 lipca 2015)

## Obiekty sportowe
- Verizon Center – hala sportowa o pojemności 20 600 miejsc, w której odbywają się mecze koszykówki[4]
- Shaw Field – stadion piłkarski o pojemności 1625 miejsc[5]
- Shirley Povich Field – stadion baseballowy o pojemności 1500 miejsc[6]
- Guy Mason Field – stadion softballowy o pojemności 200 miejsc[7]
- Albert G. McCarthy, Jr. Pool – hala sportowa z pływalnią[8]
- Cooper Field – stadion o pojemności 2500 miejsc, na którym rozgrywane są mecze futbolu amerykańskiego, hokeja na trawie i lacrosse[9]